# Stanley Crouch
Stanley Crouch (Los Angeles, 14 december 1945 – New York, 16 september 2020) was een Amerikaanse jazzdrummer, schrijver en publicist.

## Biografie
Crouch begon zijn carrière in 1966 als muzikant bij de pianist Raymond King en werkte vanaf 1967 in de formatie The Quartet, waartoe tijdelijk ook David Murray en James Newton behoorden. In 1974 schreef Crouch de Ellington Suite en hield hij zich van 1969 tot 1975 bezig als docent voor drama-, literatuur- en jazzgeschiedenis aan het Claremont College. Vanaf 1975 woonde hij in New York. Hij was actief als schrijver: al in 1970 publiceerde hij een dichtbundel. Bovendien vertegenwoordigde Crouch als invloedrijke jazzcriticus een tegenwoordig relatief nauwe opvatting van jazz, waarmee hij de opvoeringspraktijk van Wynton Marsalis bij Jazz at Lincoln Center verklaart. Crouch schreef begeleidende teksten voor talloze jazzalbums. Hij was ook producent van muziek, zo ook in 1985 voor het album The State of the Tenor – Live at the Village Vanguard van Joe Henderson. In 2009 werd Crouch gekozen in de American Academy of Arts and Sciences.

## Discografie
- David Murray: David Murray & Low-Class Conspiracy: Vol. 1 / Penthouse Jazz (Circle Records, 1977) met Murray, Crouch, Fred Hopkins,  Lawrence Butch Morris, Don Pullen

### Proza/Lyrics
- 2000: Don't the Moon Look Lonesome: A Novel in Blues and Swing
- 1972: Ain't no ambulances for no nigguhs tonight

- Bibsys: 97051227
- Bibliothèque nationale de France: cb13026410v (data)
- CiNii: DA02721207
- Gemeinsame Normdatei: 128646829
- International Standard Name Identifier: 0000 0001 1474 616X
- Library of Congress Control Number: n88252240
- MusicBrainz: b4c7767d-082c-4b31-9fe8-fa470b153863
- Nationale Bibliotheek van Israël: 987007576994305171
- Nederlandse Thesaurus van Auteursnamen: 069019827
- Réseau des bibliothèques de Suisse occidentale: 02-A003145208
- Istituto Centrale per il Catalogo Unico: UBOV769594
- Système universitaire de documentation: 057290407
- Virtual International Authority File: 71526379
- WorldCat: E39PBJy8qghrY8fPT7ywM94Xh3